# Катарта саванова
Катарта саванова (Cathartes burrovianus) — вид птахів родини катартових (Cathartidae). До 1964 року вважався одним видом з катартою лісовою, коли види були розділені.

## Поширення
Поширений у вологих тропічних лісах Мексики, Центральної та Південної Америки.

## Опис
Це великий птах з розмахом крил 150—165 см. Оперення тіла чорне, позбавлені пір'я голова і шия від жовтого до блідо-помаранчового кольору. Птах не має євстахієвої труби, а його вокалізація обмежена хрюканням та свистом.

## Спосіб життя
Катарта саванова живиться падалью, знаходячи її за запахом та зовнішнім виглядом, перша здатність рідкісна серед птахів. Зазвичай залежить від інших тварин, зокрема більших кондорів, таких як кондор королівський, для розділення великих туш, бо його дзьоб недостатньо сильний для цього. Подібно до інших катартових, птах часто використовує висхідні потоки повітря для ширяння з мінімальнини витратами. Яйця відкладає на плоскій поверхні печер або заглиблень у скелях.